# Glageon
 Glageon ist eine französische Gemeinde mit 1732 Einwohnern (Stand 1. Januar 2022) im Département Nord in der Region Hauts-de-France. Sie gehört zum Arrondissement Avesnes-sur-Helpe und zum Kanton Fourmies.

## Geografie
Die Gemeinde Glageon liegt im Regionalen Naturpark Avesnois, 28 Kilometer südsüdöstlich von Maubeuge und sieben Kilometer westlich der Grenze zu Belgien. Nachbargemeinden von Glageon sind Trélon im Osten, Fourmies im Süden, Féron im Westen und Sains-du-Nord im Nordwesten.

## Bevölkerungsentwicklung
| Jahr      | 1962 | 1968 | 1975 | 1982 | 1990 | 1999 | 2007 | 2014 | 2020 |
| Einwohner | 2348 | 2391 | 2100 | 1958 | 1946 | 1877 | 1780 | 1826 | 1751 |

## Sehenswürdigkeiten
- Kirche Saint-Martin
- Commonwealth-Soldatenfriedhof

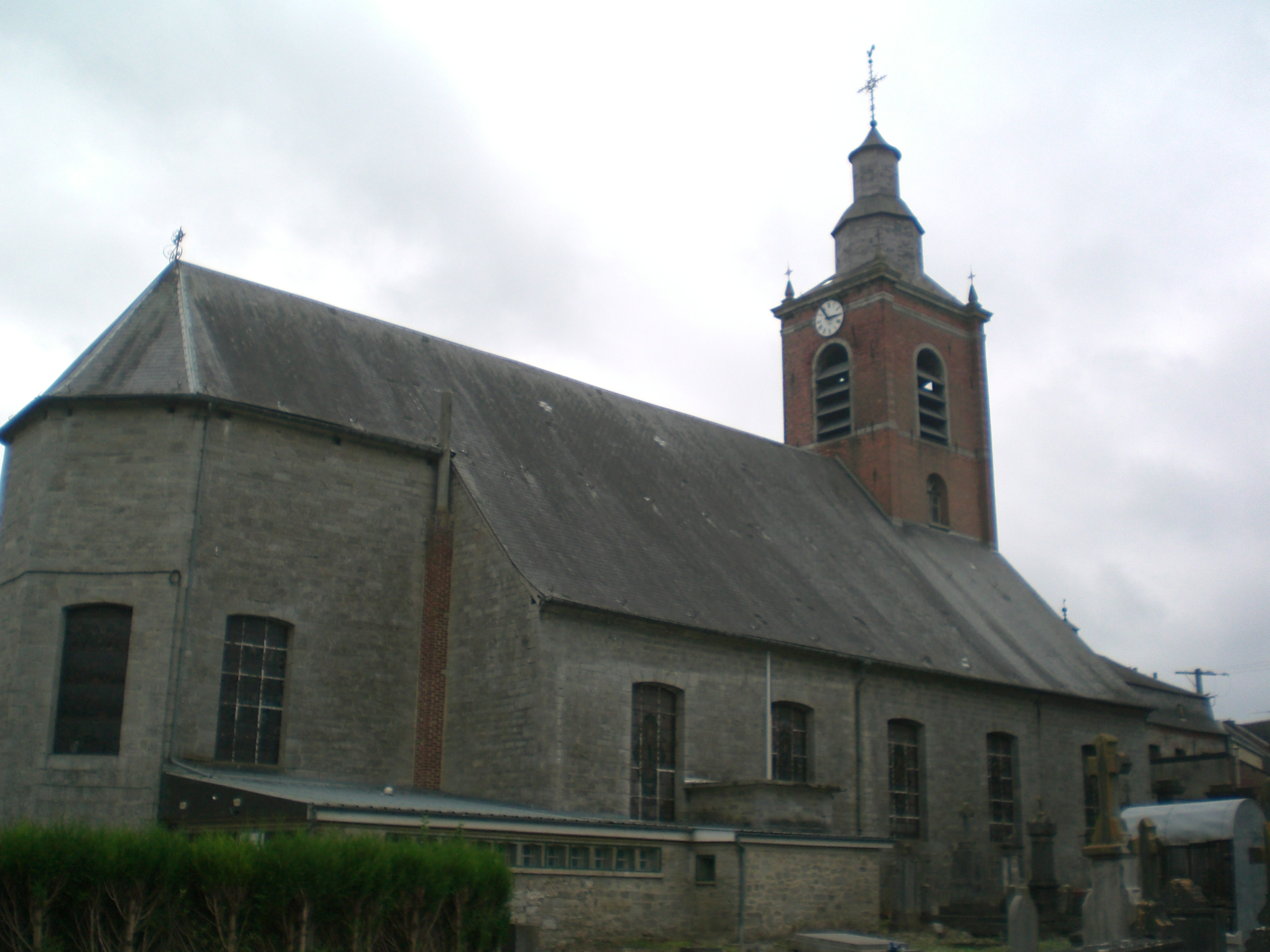
Kirche Saint-Nartin
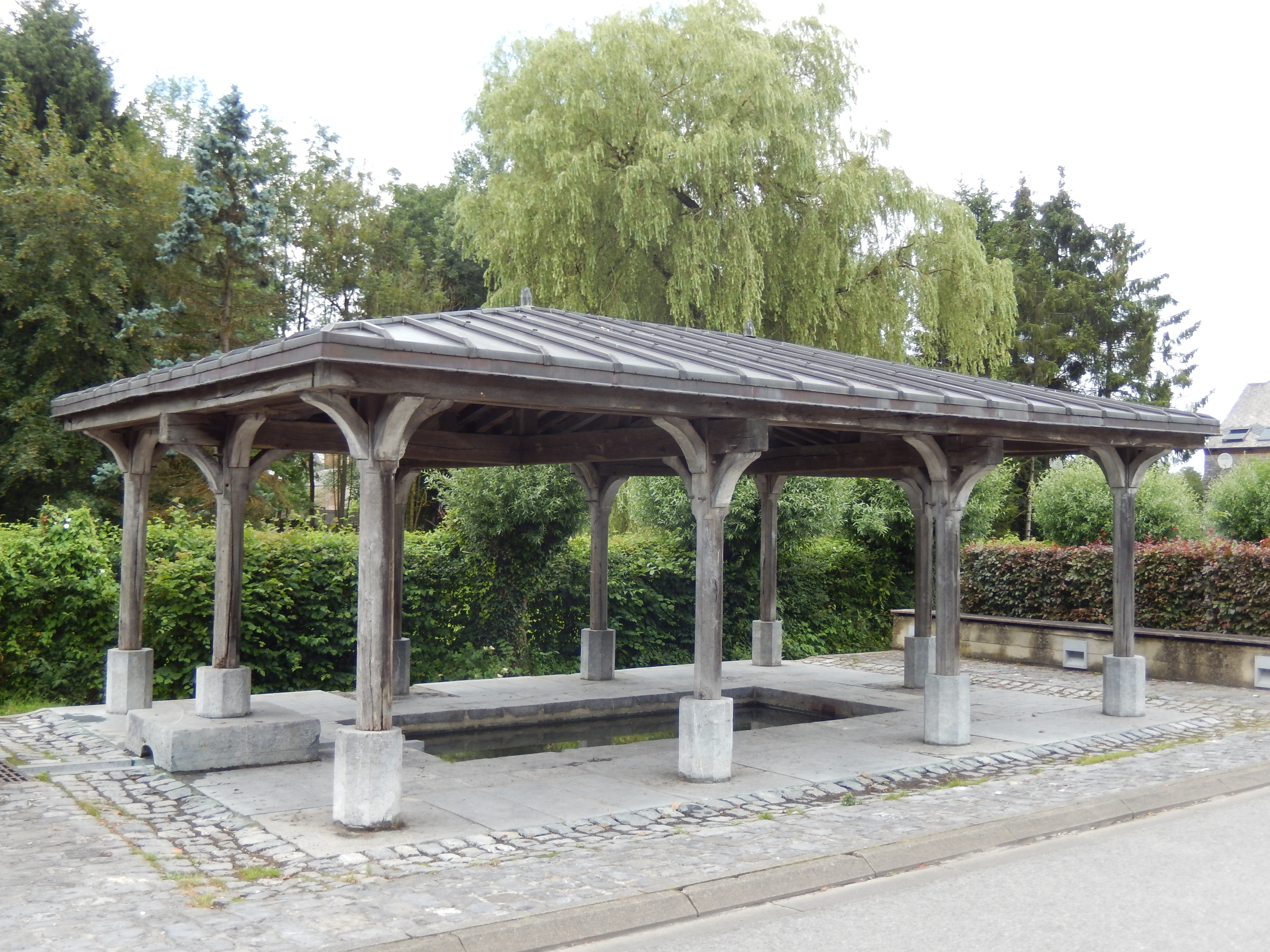
Ehemaliges öffentliches Waschhaus
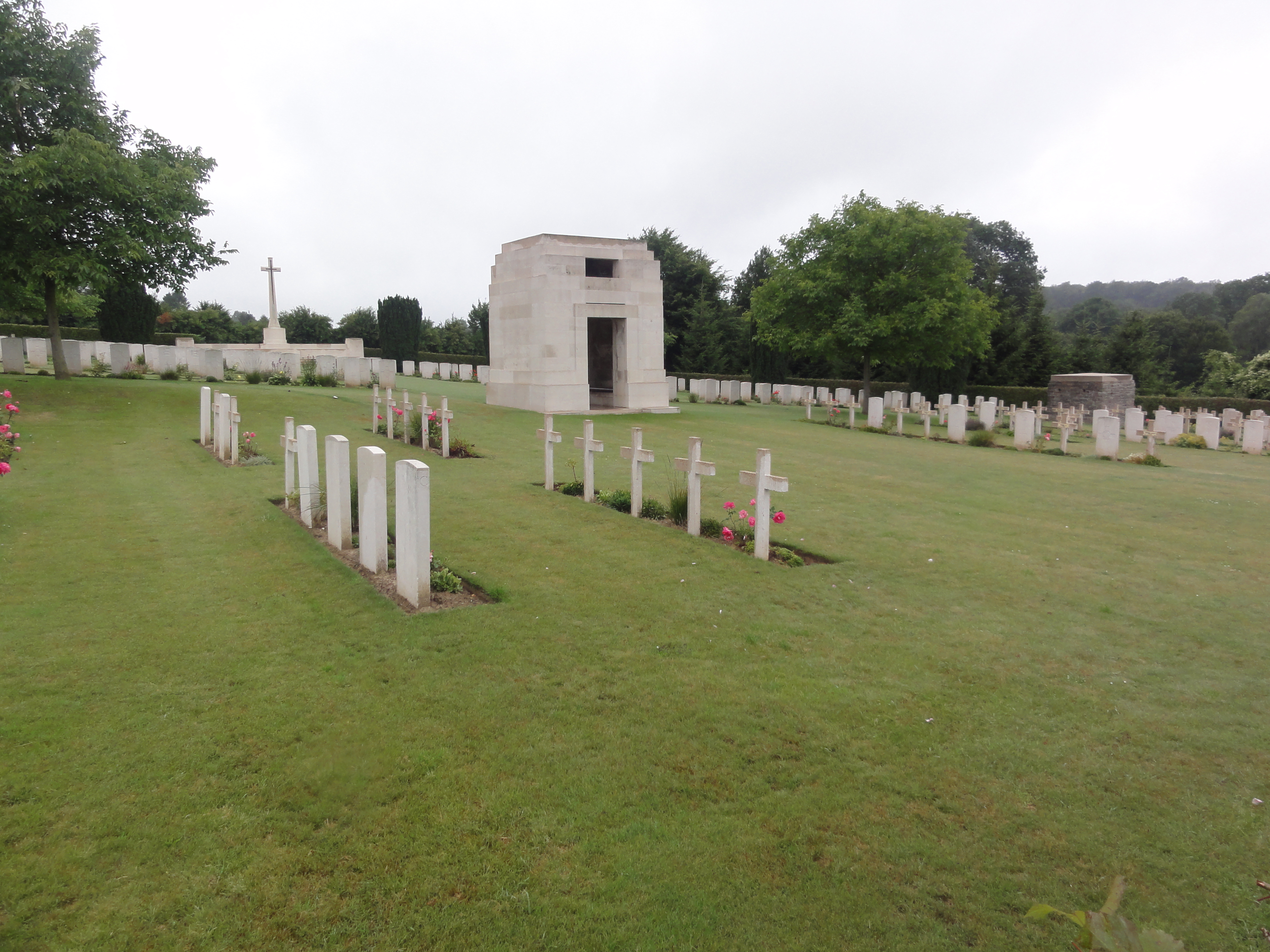
Soldatenfriedhof der Alliierten aus dem Commonwealth
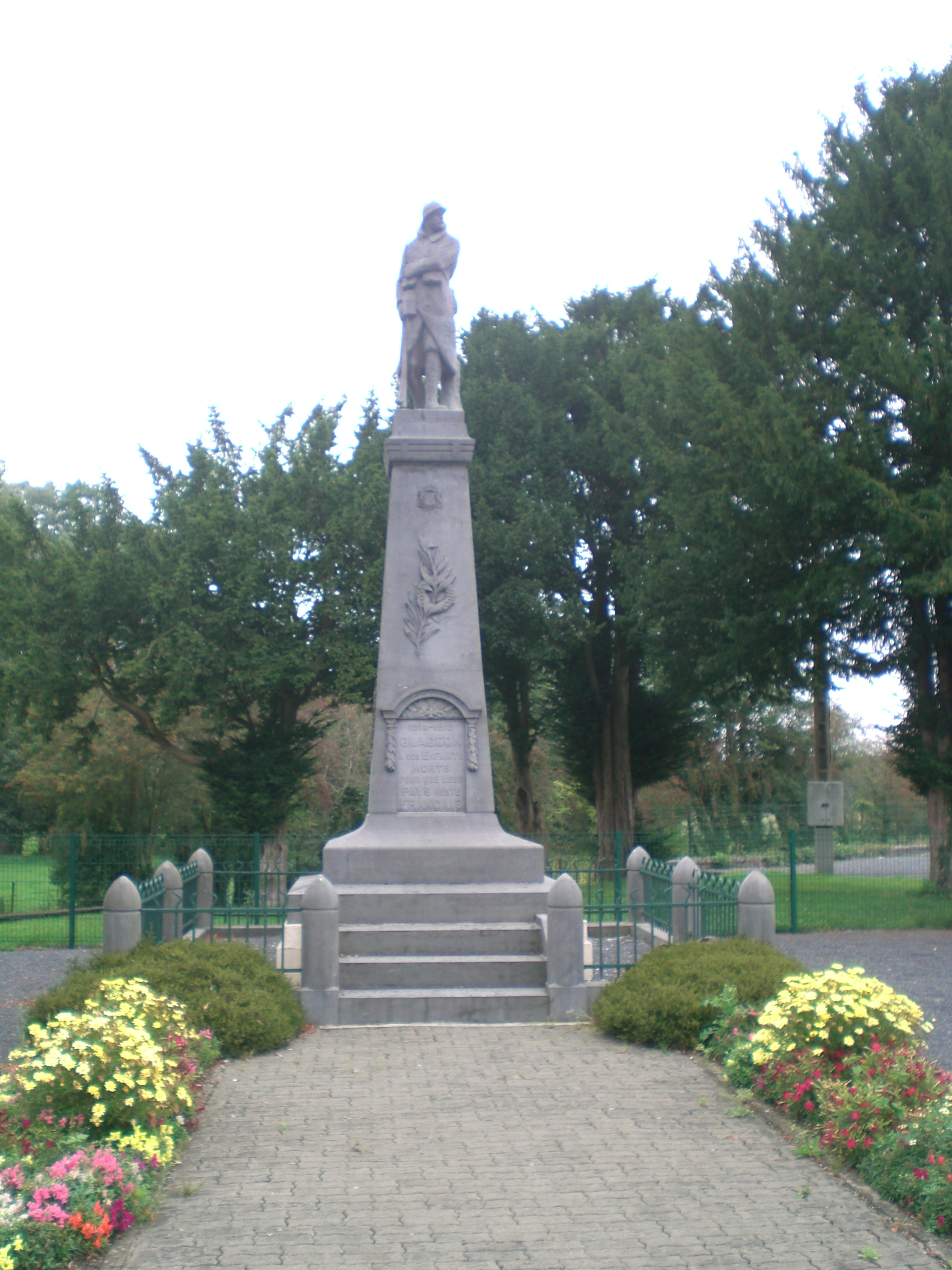
Gefallenendenkmal

## Persönlichkeiten
- Filips van Stavele (1509–1563), Baron de Chaumont, Seigneur de Glageon